# Jørgen Philip-Sørensen
Niels Jørgen Philip-Sørensen (født 23. september 1938 i Malmø, død 18. januar 2010 i London) var en dansk erhvervsmand, der var storaktionær, bestyrelsesformand og mangeårig leder for en af verdens største sikringskoncerner, Group 4 Securicor (tidl. Falck Securitas). Han var udlandsdansker bosat på landstedet Farncombe House i England, hvor han var en af nationens rigeste.
Hans bedstefar stiftede i 1901 De Forenede Vagtselskaber, der siden blev til ISS, og hans far Erik Philip-Sørensen grundlagde i Helsingborg senere det, der siden blev til verdensfirmaet Securitas, som Philip-Sørensen i 1981 overtog den engelske afdeling af. Philip-Sørensen var født dansk statsborger, men blev ved Danmarks besættelse i 1940 svensk statsborger.
I 2000 var Philip-Sørensen manden, der fusionerede sit eget selskab Group 4 med Falck, så den nye koncern blev verdens næststørste inden for redning og sikkerhed. Han var også bestyrelsesformand i Ecover, der producerer miljøvenlige rengøringsmidler.
Han opholdt sig ofte i Skagen, hvor han bl.a. ejede Ruths Hotel og skibsværftet Danish Yacht, der har specialiseret sig i store lystbåde til rigmænd.